# Pequena Lo
Lorrane Karoline Batista Silva (Araxá, 21 de janeiro de 1996), mais conhecida como Pequena Lo, é uma psicóloga, influenciadora digital e apresentadora de televisão brasileira.

## Primeiros anos
Logo quando nasceu, ela começou um tratamento para os membros. Passou por cinco cirurgias, sendo que na última, aos 11 anos, ela teve seus movimentos inferiores comprometidos. Hoje, ela depende de muletas para se locomover. Ela foi diagnosticada com uma síndrome rara, ainda desconhecida, que causa problemas ósseos e membros curtos.

### Capacitismo
Como representante da luta contra o capacitismo e uma defensora dos direitos das pessoas com deficiência, Lorrane resolveu expor uma situação de preconceito que viveu. Em 2021, no Dia Internacional da Pessoa com Deficiência (3 de dezembro), ela foi impedida de embarcar em um avião, no Rio de Janeiro, por conta de sua scooter, meio de transporte que utiliza para se locomover.

### Ataques na internet
Ainda em dezembro, Lo expôs no Twitter um fórum on-line onde estavam ocorrendo comentários ofensivos e capacitistas contra a influenciadora.
Após a denúncia e a repercussão do caso, o perfil oficial do fórum no Twitter se desculpou com Lorrane, e alegou que "não é vinculado ao fórum". A influenciadora ainda publicou uma série de stories em seu perfil no Instagram comentando o caso.

## Carreira
Desde 2015, Pequena Lo já produzia vídeos para a internet, em especial, para o seu canal no YouTube. Em 2016, Lorrane entrou para um grupo de dança que foi selecionado para participar da abertura dos Jogos Paralímpicos de Verão de 2016, no Rio de Janeiro.
Em 2019, se formou em psicologia pela Universidade de Uberaba. Mas foi em 2020, em meio à pandemia de COVID-19, que a influenciadora começou a viralizar nas redes sociais, como o TikTok, onde tem mais de 5 milhões de seguidores. Logo depois, também começou a fazer sucesso no Instagram.
Em dezembro de 2020, a mineira entrou para a lista Forbes Under 30, que destaca as personalidades abaixo dos 30 anos. Em 2021, ela se tornou comentarista fixa do programa Plantão BBB, na TV Globo, apresentado por Ana Clara Lima.
Em julho de 2021, Lorrane estreou em seu IGTV, no Instagram, um programa de entrevistas. Com o nome de Fast Show, a atração tinha 10 minutos de duração e envolvia entrevistas e brincadeiras com artistas e personalidades. Em agosto, foi coapresentadora do programa Prazer, Luísa ao lado da cantora Luísa Sonza, no canal Multishow.

## Filmografia

### Televisão
| Ano  | Título        | Cargo             | Canal     |
| ---- | ------------- | ----------------- | --------- |
| 2021 | Prazer, Luísa | Coapresentadora   | Multishow |
| 2021 | Plantão BBB   | Comentarista fixa | TV Globo  |

### Séries
| Ano  | Título               | Papel                   | Notas                   |
| ---- | -------------------- | ----------------------- | ----------------------- |
| 2023 | A Sogra que te Pariu | Motorista (1º episódio) | Original Netflix        |
| 2024 | 5x Comédia           | Lorraine                | Episódio: "Toda Errada" |

### Novelas
| Ano  | Título              | Papel     | Notas                                                                             |
| ---- | ------------------- | --------- | --------------------------------------------------------------------------------- |
| 2025 | A Caverna Encantada | ela mesma | No capítulo 247, Pequena Lo dá uma aula sobre inclusão no colégio Rosa dos Ventos |

### Internet
| Ano  | Título       | Cargo         | Plataforma   |
| ---- | ------------ | ------------- | ------------ |
| 2021 | Fast Show    | Apresentadora | Instagram    |
| 2024 | Mesacast BBB | Apresentadora | Temporada 24 |

## Prêmios e indicações
| Ano  | Prêmio                  | Categoria                | Resultado | Ref.   |
| ---- | ----------------------- | ------------------------ | --------- | ------ |
| 2021 | People's Choice Awards  | Influencer Brasil        | Indicado  | [ 19 ] |
| 2021 | Prêmio Jovem Brasileiro | Diversidade e Inclusão   | Venceu    | [ 20 ] |
| 2021 | MTV Millennial Awards   | Ícone MIAW               | Indicado  | [ 21 ] |
| 2021 | Meus Prêmios Nick       | Criador Genial           | Indicado  | [ 22 ] |
| 2021 | Meus Prêmios Nick       | Inspiração do Ano        | Indicado  | [ 22 ] |
| 2021 | TikTok Awards           | Entregou Tudo na For You | Indicado  | [ 23 ] |
| 2022 | MTV Millennial Awards   | Meme Master              | Indicado  | [ 24 ] |